# Филип VII фон Фалкенщайн
Филип VII фон Фалкенщайн (VI) (на немски: Philip VII (VI) von Falkenstein; * ок. 1302 в Кирххаймболанден; † 18 януари 1410 в Бутцбах) е господар на Фалкенщай-Боланден-Мюнценберг, Лих, Хунген, Асенхайм, Хайне и Родхайм, фогт на Ветерау, през 1398 г. издигнат на граф, отказва се през 1407 г
Той е син на Филип V фон Боланден († 1343) и съпругата му Елизабет фон Ханау († 1365/1389), дъщеря на граф Улрих II фон Ханау († 1346) и Агнес фон Хоенлое († 1342). Брат е на Улрих III фон Фалкенщайн († 20 март 1365, убит в битката при Асенхайм), Агнес фон Фалкенщайн-Мюнценберг (1337 – 1380), омъжена 1353 г. за Филип VI фон Боланден-Фалкенщайн († 1373), и на Елизабет (Елза) фон Фалкенщайн († сл. 1365), омъжена за Герлах III фон Лимбург († 1365/1366).

## Фамилия
Филип VII се жени през ноември 1354 г. за Маргарета фон Спонхайм-Кройцнах (* ок. 1316; † сл. 28 февруари 1367), дъщеря на граф Валрам фон Спонхайм, господар на замък Наумбург († 1380) и Елизабет фон Катценелнбоген († 1383). Те имат една дъщеря:
- Анна фон Боланден († сл. 1409), омъжена 1371 г. за Филип III, рауграф фон Алт-Ноу-Баумберг (†1397)

Филип VII се жени втори път на 15 март 1375 г. за Маргарета фон Марк († 26 април 1395 – 14 октомври 1406), дъщеря на граф Енгелберт III фон Марк († 1391) и Рихарда фон Юлих († 1360). Те нямат деца.